# Kup Hrvatske u odbojci za muškarce 2019./20.
Kup Hrvatske u odbojci za muškarce za sezonu 2019./20. je osvojila "Mladost" iz Zagreba. 
 
Kao posljedica pandemije COVID-19, natjecanje je dovršeno u rujnu 2020. godine. 

## Rezultati

### 1. kolo
| datum              | mjesto odigravanja | par                                                     | rez.     | setovi                     | napomene                                           | izvještaj |
| ------------------ | ------------------ | ------------------------------------------------------- | -------- | -------------------------- | -------------------------------------------------- | --------- |
|                    |                    | Mladost Zagreb                                          | slobodni | slobodni                   | trebali igrati protiv pobjednika kupa "Regije Jug" |           |
| 12. siječnja 2020. | Zagreb             | Croatia Zagreb - Mladost Ribola Kaštela (Kaštel Lukšić) | 0:3      | 16:25, 10:25, 11:25        |                                                    |           |
| 17. prosinca 2019. | Zadar              | Zadar - Rijeka                                          | 0:3      | 18:25, 19:25, 16:25        |                                                    |           |
| 19. prosinca 2019. | Slavonski Brod     | Marsonia Slavonski Brod - Mursa-Osijek                  | 0:3      | 19:25, 14:25, 16:25        |                                                    |           |
| 17. prosinca 2019. | Čazma              | Čazma - Centrometal (Črečan - Macinec)                  | 0:3      | 22:25, 23:25, 14:25        |                                                    |           |
| 15. prosinca 2019. | Varaždin           | Kitro Varaždin - Split                                  | 0:3      | 16:25, 9:25, 13:25         |                                                    |           |
| 18. prosinca 2019. | Umag               | Umag - Sisak                                            | 1:3      | 25:22, 21:25, 11:25, 21:25 |                                                    |           |
| 18. prosinca 2019. | Zagreb             | Medicinar Trnje Zagreb - Rovinj                         | 3:0      | 25:21, 27:25, 26:24        |                                                    |           |

### Četvrtzavršnica (2. kolo)
| datum             | mjesto odigravanja | par                                            | rez. | setovi                     | napomene | izvještaj |
| ----------------- | ------------------ | ---------------------------------------------- | ---- | -------------------------- | -------- | --------- |
| 27. veljače 2020. | Zagreb             | Medicinar Trnje Zagreb - Mladost Zagreb        | 0:3  | 25:25, 25:27, 15:25        |          |           |
| 27. veljače 2020. | Sisak              | Sisak - Mladost Ribola Kaštela (Kaštel Lukšić) | 0:3  | 20:25, 12:25, 7:25         |          |           |
| 19. veljače 2020. | Split              | Split - Rijeka                                 | 3:1  | 25:18, 23:25, 25:17, 25:20 |          |           |
| 19. veljače 2020. | Nedelišće          | Centrometal (Črečan - Macinec) - Mursa-Osijek  | 0:3  | 14:25, 20:25, 23:25        |          |           |

### Poluzavršnica
| datum          | mjesto odigravanja | par                                                     | rez. | setovi                     | napomene | izvještaj |
| -------------- | ------------------ | ------------------------------------------------------- | ---- | -------------------------- | -------- | --------- |
| 5. rujna 2020. | Kaštel Stari       | Mladost Ribola Kaštela (Kaštel Lukšić) - Mladost Zagreb | 1:3  | 25:20, 23:25, 16:25, 18:25 |          |           |
| 5. rujna 2020. | Osijek             | Mursa-Osijek - Split                                    | 3:0  | 25:23, 25:15, 25:15        |          |           |

### Završnica
| datum           | mjesto odigravanja         | klub1          | klub2        | rez. | setovi                            | napomene                 | izvještaj |
| --------------- | -------------------------- | -------------- | ------------ | ---- | --------------------------------- | ------------------------ | --------- |
| 12. rujna 2020. | Zadar, ŠD "Krešimir Ćosić" | Mladost Zagreb | Mursa-Osijek | 3:2  | 23:25, 25:19, 19:25, 25:22, 15:12 | "Mladost" pobjednik kupa |           |

## Unutarnje poveznice
- Kup Hrvatske u odbojci

## Vanjske poveznice
- natjecanja.hos-cvf.hr, Hrvatska odbojkaška natjecanja
- hos-cvf.hr, Hrvatski odbojkaški savez
- odbojka.hr  Arhivirana inačica izvorne stranice od 21. srpnja 2019. (Wayback Machine)